# Cíbola (Arizona)
Cibola es un lugar designado por el censo ubicado en el condado de La Paz en el estado estadounidense de Arizona. En el Censo de 2010 tenía una población de 250 habitantes y una densidad poblacional de 4,78 personas por km².

## Geografía
Cibola se encuentra ubicado en las coordenadas 33°22′27″N 114°40′35″O / 33.37417, -114.67639. Según la Oficina del Censo de los Estados Unidos, Cibola tiene una superficie total de 52.29 km², de la cual 50.56 km² corresponden a tierra firme y (3.31%) 1.73 km² es agua.

## Demografía
Según el censo de 2010, había 250 personas residiendo en Cibola. La densidad de población era de 4,78 hab./km². De los 250 habitantes, Cibola estaba compuesto por el 85.6% blancos, el 0.4% eran afroamericanos, el 1.6% eran amerindios, el 0% eran asiáticos, el 0% eran isleños del Pacífico, el 10.4% eran de otras razas y el 2% pertenecían a dos o más razas. Del total de la población el 24.4% eran hispanos o latinos de cualquier raza.